# Батракова, Мария Степановна
Мария Степановна Батракова (Демидова) (21 ноября 1922 — 16 июня 1997) — участник Великой Отечественной войны, комсорг батальона 463-го стрелкового полка 118-й стрелковой дивизии 28-й армии Южного фронта, Герой Советского Союза (1944), младший лейтенант, почётный гражданин Мелитополя (1993).

## Биография
Мария Степановна Батракова родилась 21 ноября 1922 года (по другим данным — 1919) в деревне Уномерь. Позднее семья переехала в Ленинград. В 1938 году окончила среднюю школу.
В Красной Армии с 1939 года. Участвовала в советско-финской войне 1939-40 годов.
В 1941 году вновь призвана в Красную Армию и отправлена за линию фронта. Под именем «Эльзы» работала в канцелярии комендатуры, передавая сведения о передвижении немецких войск. После раскрытия подверглась пыткам. В ночь перед повешением Мария Батракова вместе с другими узниками гестапо была освобождена партизанами и отправлена в госпиталь.
После лечения вновь была направлена на фронт. 30 августа 1943 года у хутора Кислицкий Анастасиевского района (ныне Матвеево-Курганский район Ростовской области) гвардии младший лейтенант М. С. Батракова была включена в состав роты автоматчиков, участвовавшей в танковом десанте. Под ураганным артиллерийским огнём противника танки были вынуждены отойти в укрытие. Потеряв командира, 22 автоматчика залегли, но комсорг Батракова увлекла бойцов вперед, и немецкие позиции были взяты.
30 сентября 1943 года 1-й батальон должен был форсировать реку Молочная. В ходе боя Мария Батракова заменила погибшего командира роты и подняла бойцов в атаку, получив тяжёлое ранение. Несколько суток воины удерживали высоту, несмотря на контратаки противника.
Указом Президиума Верховного Совета СССР от 19 марта 1944 года за образцовое выполнение боевых заданий командования и проявленные мужество и героизм в боях с немецко-фашистскими захватчиками младшему лейтенанту Батраковой Марии Степановне присвоено звание Героя Советского Союза с вручением ордена Ленина и медали «Золотая Звезда» (№ 2759).
После окончания войны М. С. Батракова (Демидова) вернулась в Ленинград, где занималась общественной работой. Умерла 16 июня 1997 года. Похоронена на Волковском лютеранском кладбище в Санкт-Петербурге.

## Награды
- Герой Советского Союза (19 марта 1944)
- Медаль «Золотая Звезда» (№ 2759)
- Орден Ленина
- Орден Отечественной войны I степени
- Орден Красной Звезды
- Медаль «За отвагу»

## Память
- Улица Марии Батраковой в Мелитополе (Украина).